# 木村銀治郎 (3代)
3代 木村 銀治郎（きむら ぎんじろう、本名：遠藤 紀行（えんどう のりゆき）、旧姓：糸井、1974年12月30日 - ）は、大相撲の元幕内格行司。最終所属は芝田山部屋。

## 人物
1974年12月30日、千葉県八千代市にて生まれ、生後半年後に同県市川市に転居。小学1年生まで同地で過ごした。その後、東京都墨田区向島へ転居。
幼稚園では、現在女流囲碁棋士として活躍中の桑原陽子（旧姓祷）とは同クラスだった。
将来は音大を卒業してピアニストになりたいという夢を持ち、それと同時にプロ野球や大相撲にも目を向けて、東京場所になると毎日国技館まで自転車を漕いで通いつめ、日々学校が終わると、東京場所開催期間中は昼間は国技館、夜は野球観戦、その合間にピアノの練習もするという生活を送っていた。
そうした中、中学3年の1学期、1989年5月場所8日目、国技館にて、当時独立して部屋を創設したばかりだった、元前頭2枚目三杉磯拓也の峰崎親方の元へ中学を卒業したら行司になりたい旨を直接伝えたところ、『じゃあ、卒業したらウチへ来い!』との返事をもらい、翌日学生服を着て、親方と共に国技館内にある行司部屋へと挨拶に出向いた。
現役時代は土俵に上がる他、相撲の普及活動にも力を入れており、小中学校での課外授業や、様々なイベント等に積極的に参加し、大相撲の楽しさや魅力を伝えるべく心がけており、その一環として芸術家の筒井はじめとのコラボレーションで、プロ野球で実際に使われて折れたバットを素材にまったく新しいデザインの軍配を作成し、2009年9月場所で使用。2012年1月場所の土俵祭では前年に東日本大震災で甚大な被害を受けた岩手県大槌町の赤武酒造の清酒『浜娘』をお神酒として使用して話題となった。
2014年10月2日の理事会において、11月場所より幕内格行司への昇進が決定した。39歳で幕内格行司に昇進したが、30代での幕内格行司昇進は1966年11月場所で昇進した15代木村玉光以来48年ぶりのことであった。昇進と同時に、2代峰崎も現役時代に襲名していた木村銀治郎を襲名。2021年4月1日に峰崎部屋が閉鎖になったため、同じ一門の芝田山部屋に移籍した。
2022年2月4日、協会は銀治郎が新型コロナウイルスに感染したと発表。

### 力士会の現金等の着服問題
2025年6月9日、日本相撲協会は銀治郎が力士会の現金2000万円以上を着服し、ギャンブルに浪費したとして、退職金全額不支給の懲戒解雇処分としたことを発表した。
日本相撲協会のコンプライアンス委員会は、力士会の書記として事務作業や積立金の管理業務に従事していた2019年1月頃から2025年5月にかけて、自身が管理していた力士会の積立金計2187万円を横領したほか、別の会計担当の行司に「横綱の指示で慶弔費として支出する」と虚偽の申告をして力士会の口座から計332万円を詐取し、いずれも競艇の舟券購入費などに充てたと認定した。2025年5月10日の相撲協会の聞き取り調査で銀治郎は積立金の着服を認め、同年5月場所は全休した。本人は反省の様子を見せており、口座から詐取した332万円は弁済したものの、横領した積立金2187万円は処分決定時点で弁済されていないこと、動機に「酌量の余地はない」と判断されたことから、コンプライアンス委員会は銀治郎について懲戒解雇および退職金全額不支給の懲戒処分が相当と判断して協会理事長の八角に意見答申した。これを受けて、2025年6月2日に開催された臨時理事会ではコンプライアンス委員会の意見通りの懲戒処分とすることが決議され、同月9日に銀治郎に通知された。
日本相撲協会はこの問題について、力士会の金銭管理体制にも問題があったと認めており、今後は会計担当者を力士会所属の力士の中から選んで力士会総会において毎年度会計報告させる、不正な資金流出がないか監視させる、などの再発防止策も発表した。

## 掛け声
声量は不足しているが、野太く少しこもった声が特徴的である。立ち合い時に軍配を返して「時間です。互いに合わせて手を下ろして待ったなし!」と声をかけるのが特徴。

## 履歴
- 1990年3月場所 初土俵：木村紀行
- 1990年5月場所 序ノ口格として番付に初掲載
- 1991年1月場所 序二段格昇進
- 1992年1月場所 三段目格昇進
- 1994年1月場所 木村堅治郎に改名
- 1997年1月場所 幕下格昇進
- 2006年3月場所 十両格昇進
- 2014年11月場所 幕内格昇進。3代木村銀治郎を襲名
- 2025年5月場所 最終場所

## 出演
- コトノハ図鑑（2019年7月28日、MBSテレビ） - 峰崎部屋を訪問した毎日放送アナウンサーの福島暢啓・森本尚太に、相撲由来の言葉について解説。

## 著書
- 福家聡子 著、3代木村銀治郎 編『大相撲語辞典: 相撲にまつわる言葉をイラストと豆知識でどすこいと読み解く』誠文堂新光社（原著2018年3月8日）。ISBN 978-4416518267。 NCID BB25870706。
- 3代木村銀治郎、能町みね子 イラスト『大相撲と鉄道 - きっぷも座席も行司が仕切る!?』交通新聞社〈交通新聞社新書150〉（原著2021年2月15日）。ISBN 978-4330008219。 NCID BC05581408。[9]

この著書では2代若乃花と隆の里が上京の際に乗った夜行列車「ゆうづる」についても解き明かしている。銀次郎本人は、当事者ですらも夜行列車について記憶違いがあるため正確に書かれた文献が全く見当たらなかったこと、いい加減な文献もあったことを、夜行列車の特定・解明及びその結果の出版についての動機として語った。